# Аргуэлло
Аргуэлло (итал. Arguello) — коммуна в Италии, располагается в регионе Пьемонт, в провинции Кунео.
Население составляет 185 человек (2008 г.), плотность населения составляет 37 чел./км². Занимает площадь 5 км². Почтовый индекс — 12050. Телефонный код — 0173.
Покровителем коммуны почитается Архангел Михаил, празднование 29 сентября.

## Демография
Динамика населения:

## Администрация коммуны
- Официальный сайт: http://www.langhe.net/arguello/